# Xisco Pires
Francisco Manuel Pires Costa (Viana do Castelo, Portugal, 25 de enero de 1998), conocido como "Xisco" Pires, es un futbolista andorrano que juega en la posición de portero en el F. C. Ordino de la Primera División de Andorra.

## Carrera
Pires hizo su debut internacional con la selección de Andorra el 7 de octubre de 2020 en un partido amistoso contra Cabo Verde, que terminó con una derrota en casa por 1-2.

### Selecciones inferiores
| Selección      | Año       | Partidos | Goles |
| -------------- | --------- | -------- | ----- |
| Andorra sub-17 | 2014      | 3        | 0     |
| Andorra sub-19 | 2015-2016 | 5        | 0     |
| Andorra sub-21 | 2017-     | 6        | 0     |

## Clubes
| Club                       | País     | Año       |
| -------------------------- | -------- | --------- |
| F. C. Andorra              | Andorra  | 2017-2019 |
| F. C. Santa Coloma         | Andorra  | 2019-2020 |
| U. E. Engordany            | Andorra  | 2020-2021 |
| C. D. Manchego Ciudad Real | España   | 2021-2022 |
| S. C. Vianense             | Portugal | 2022-2023 |
| C. F. La Solana            | España   | 2023-2024 |
| F. C. Ordino               | Andorra  | 2024-     |